# Zoubida Bouyacoub
Zoubida Bouyacoub (ar. زبيدة بويعقوب ;ur. 15 września 1987) – algierska judoczka.
Startowała w Pucharze Świata w latach 1999-2001 i 2003. Brązowa medalistka igrzysk śródziemnomorskich w 2001. Mistrzyni Afryki w 2001 i druga w 2002 roku.